# Jukka Tiensuu
Jukka Santeri Tiensuu (Helsinki, 30 augustus 1948) is een Fins musicus. 
Hij beweegt zich op allerlei terreinen binnen de klassieke muziek: hij dirigeert, bespeelt klavecimbel en piano, geeft muziekonderwijs en schrijft essays. Zijn muzikale opleiding kreeg hij aan de Sibelius-Akademie in Helsinki, Hochschule für Musik Freiburg en New York (Juilliard School of Music), maar ook aan IRCAM in Parijs. Docenten daarbij waren Paavo Heininen, Klaus Huber en Brian Ferneyhough. Als musicus trok hij de gehele wereld over; hij speelde daarbij allerlei genres, van Rameau tot John Cage en Pierre Boulez. 
Zijn stijl van componeren is al net zo divers als zijn muzikale uitingen; serialisme, avant-garde, maar ook muziek met improvisatie, daarbij schuwt hij het gebruik van elektronica en computers niet. De improvisatie voert hij resoluut door; hij schreef zelden of nooit “programmateksten” bij zijn muziek; de luisteraar moet het zelf maar ondergaan en bedenken wat de componist al dan niet bedoelde.
In 1981 was Tiensuu de oprichter van de Helsinki Biennial, de voorloper van het jaarlijkse Musica nova Helsinki, het voornaamste festival voor hedendaagse muziek in Finland. Ook richtte hij het zomerfestival Musiikin aika op, dat op het eiland Viitasaari wordt gehouden. 

## Oeuvre

### Orkest
- 1971: Largo
- 1974: Fiato
- 1977: Mxpzkl
- 1991: Lume
- 1994: Halo
- 1995: Alma I : Himo
- 1955: Vento
- 1996: Alma II: Lumo
- 1998: Alma III: Soma
- 1999: Mood
- 2000: Koi
- 2004: Umori
- 2007: Vie (concert voor orkest)
- 2008: False Memories I-III
- 2008: Ikisyyt
- 2009: Sun Games

### Soloconcert
- 1980: M (klavecimbel)
- 1989: Puro (klarinet)
- 1994: Plus V (accordeon)
- 1995: Spiriti (accordeon)
- 2000: Ludo (MIDI-klarinet)
- 2000: Mind (piano)
- 2005: Aim (gitaar)
- 2007: Missa (klarinet)

### Kamermuziek
- 1972: Concerto da Camera
- 1972: Ouverture
- 1975: Aspro 1975
- 1975: Lyrisch trio
- 1975: Rubato
- 1977: Sinistro
- 1979: Yang
- 1980: Le tombeau de Beethoven
- 1980: Passage
- 1981: /L
- 1982: P=Pinocchio ?
- 1983: Kahdenkesken
- 1984: Fra tango
- 1985: Tango lunaire
- 1985: Mutta
- 1990: Arsenic and old lace
- 1990: Le Tombeau de Mozart
- 1992: Plus I
- 1992: Plus II
- 1992: Plus III
- 1994: Plus IV
- 1998: Musici ambigua
- 1996: Aion
- 1997: Beat
- 1997: Nemo
- 1997: Plus Iib
- 2000: Ember
- 2001: Tri
- 2003: Tiet
- 2006: Ote
- 2006: Tanzikone
- 2007: Hei
- 2008: Doch
- 2008: Rack (strijkkwartet)

### Solo-instrument
- 1972: Cadenza
- 1974: Vier etudes voor dwarsfluit
- 1974: preLUID, LUDI, postLUDI
- 1976: Prelude non-mesuré
- 1976: Solo
- 1977: Aufschwung
- 1977: Dolce amoroso
- 1979: Narcissus
- 1983: Prelude mesuré
- 1984: Fantango
- 1987: Interludes I-IV
- 1988: Manaus
- 1990: Grround
- 1995: Odd job
- 1998: Drang
- 1999: Asteletsa
- 2000: Etudes voor klavecimbel
- 2002: Zolo
- 2005: Balzo
- 2007: Erz

### Vocaal
- 1973: Tanka
- 1975: Tokko
- 1997: Padrigal

### Elektro-akoestisch werk
- 1993: Epologi
- 1993: Logos I
- 1993: Logos II
- 1993: Prologi
- 1993: Sound of Life
- 1994: Ai
- 1997: Juhlakellot
- 1999: Vis vica

## Discografie
Veel van zijn werken zijn al verschenen op compact disc, doch het zijn bijna alle uitgaven op kleine Finse platenlabels met af en toe een uitgave van Alba Records Oy en Ondine.

## Bron
- FIMIC Finse muziekcentrale

## Opmerking
Hij is niet de zoon van Annikki Tähti met dezelfde naam, die is geboren in 1960.
- Bibsys: 1038019
- Bibliothèque nationale de France: cb13961006p (data)
- CiNii: DA12366961
- Gemeinsame Normdatei: 136477399
- International Standard Name Identifier: 0000 0000 9344 5463
- Library of Congress Control Number: n87816685
- Nationale Bibliotheek van Letland: 000198655
- MusicBrainz: 91ff2216-ab65-4112-804e-72374dad2ddf
- Nationale Bibliotheek van Tsjechië: xx0179566
- Nationale Bibliotheek van Israël: 987007324530305171
- Nederlandse Thesaurus van Auteursnamen: 147337925
- SNAC: w6h130db
- Système universitaire de documentation: 224838342
- Virtual International Authority File: 5124629
- WorldCat: E39PBJbCHVxxjqKcQGmR4v67pP